# واسیله گرگی
واسیله گِرگِی (مجاری: Gergely László، (به رومانیایی: Vasile Gergely) ؛ زادهٔ ۲۸ اکتبر ۱۹۴۱) بازیکن فوتبال اهل رومانی بود.
از باشگاه‌هایی که در آن بازی کرده‌است می‌توان به باشگاه فوتبال دینامو بخارست و باشگاه فوتبال هرتابرلین اشاره کرد.
وی همچنین در تیم ملی فوتبال رومانی بازی کرده‌است.